# Han hedder Suche-Bator
Han hedder Suche-Bator (russisk: Его зовут Сухэ-Батор) er en sovjetisk film fra 1942 af Iosif Chejfits og Aleksandr Sarkhi.

## Medvirkende
- Nikolaj Tjerkasov som Ungern
- Semjon Goldshtab som Josef Stalin
- Maksim Shtraukh som V.I. Lenin
- Lev Sverdlin